# Богорово (Ямболская область)
Богорово (болг. Богорово) — село в Болгарии. Находится в Ямболской области, входит в общину Стралджа. Население составляет 95 человек.

## Политическая ситуация
Кмет (мэр) общины Стралджа — Митко Панайотов Андонов (Болгарская социалистическая партия (БСП)) по результатам выборов.